# 歌川広重 (4代目)
四代目 歌川 広重（うたがわ ひろしげ、嘉永2年〈1849年〉 - 大正14年〈1925年〉2月4日）とは、明治から大正にかけての浮世絵師、画家。

## 来歴
本名は菊池貴一郎、別号を蘆の葉散人（あしのはさんじん）と称す。もとは医者の田中家に生まれ、後に芝増上寺の掃除番、菊池誠一郎の養子となった。この掃除番にはじつは密偵の役目があり、貴一郎も養子に来た当座は捕方の稽古をさせられたという。幼少より書画を好み、書は御家流をものにし、絵は菊池容斎に学んだが、実子の菊池寅三（五代目歌川広重）によれば東条琴台にも絵を学んだという。明治3年（1870年）に二代立祥と号して開化絵、武者絵などを何枚か描く。「立祥」とは二代目歌川広重が使った画号であり、このことから貴一郎は二代目広重から絵を学んでいたといわれている。
文明開化の頃を過ぎると浮世絵製作からは身を退いていたらしく、日本橋の本銀町一丁目（現在の日本橋本石町四丁目付近）に住居を得て妻とともに住み、寺子屋を開き子供相手に書道や漢文を教えて暮らした。明治38年（1905年）に東陽堂で、蘆の葉散人の名で『江戸府内絵本風俗往来』二冊を出版する。明治以前の江戸の風俗事物について、自ら描いた多くの挿絵も交えて著したもので、その凡例の中では「拙きを顧みず、画する所となりしかば、画工専門を以てとがめ給わんことを」と謙遜している。
菊池家は初代歌川広重が、絵師として売り出す前に出入りしていた家であった。その縁もあって貴一郎は、毎年その墓所のある東岳寺へ初代の墓参りに行き、そこの寺男に頼んで墓を守らせていた。これを寺男から聞いた東岳寺の住職は、広重の名跡を貴一郎に継いでほしいと頼みこんだ。当時、初代広重の墓はすでに無縁仏の扱いになっていたからだという。そして貴一郎は、ただ名前を継ぐだけならということで四代目広重となった。明治末年あるいは大正初年のことである。ただし、一説には明治44年（1911年）12月、三代目歌川広重の未亡人安藤八重子と清水晴風が図り、貴一郎に襲名させたとも伝わる。いずれにせよ貴一郎は、直接には広重の家とは縁がなかった。大正2年（1913年）には貴一郎の名で防火研究会から『江戸の花』という絵本を出している。享年77。墓所は港区白金の興禅寺、法名は立斎院広重良義居士。

## 作品
- 「弥生の春盛る稲本」　大判錦絵3枚続　明治3年　※二世立祥の落款、歌川芳虎との合作
- 「東京九段坂上招魂社之図」　大判錦絵3枚続　明治4年　※二代目立祥の落款
- 「流行車つくし」　大判錦絵3枚続　明治4年　※立祥画の落款
- 「浅草金龍山之図」　大判錦絵3枚続　明治4年
- 「高輪蒸気車通行全図」　大判錦絵3枚続　明治4年
- 「築地平学寮前之図」　大判錦絵3枚続　明治4年
- 「浅草金龍山広小路之図」　大判錦絵3枚続　明治4年頃
- 『江戸府内絵本風俗往来』　2冊、明治38年
- 『江戸風景』　上下2冊、大正4年
- 「十二ヶ月風物図」　紙本墨画、短冊12枚　浮世絵太田記念美術館所蔵　※大正末年頃

### 刊行著作
- 『絵本江戸風俗往来』鈴木棠三編、平凡社〈東洋文庫〉、1965年、ワイド版2003年　※本稿はこの編者解説による
- 『江戸府内絵本風俗往来』青蛙房〈青蛙選書〉、1965年
- 『江戸府内絵本風俗往来』青蛙房、2003年、新装版2015年。新装復刊
- 『現代語訳 江戸府内絵本風俗往来』小林祥次郎訳、角川ソフィア文庫、2023年